# Teodor Mosquió
Teodor Mosquió (en llatí Theodorus Moschion, en grec antic  Θεόδωρος) va ser un metge grec.
D'una obra seva, el llibre (56è) és esmentat per Alexandre de Tral·les. Va viure segurament al segle vi o poc abans. Probablement el mateix autor també menciona el seu segon llibre. Fabricius pensa que podria ser el mateix personatge que Teodor Priscià, i també el mateix metge que cita Aeci.